# مارتنسيت

شكل 1. نشأة رقائق عدسية في في حبيبات أوستنيت.

شكل 2. اعتماد التحول على نسبة الكربون في الحديد.

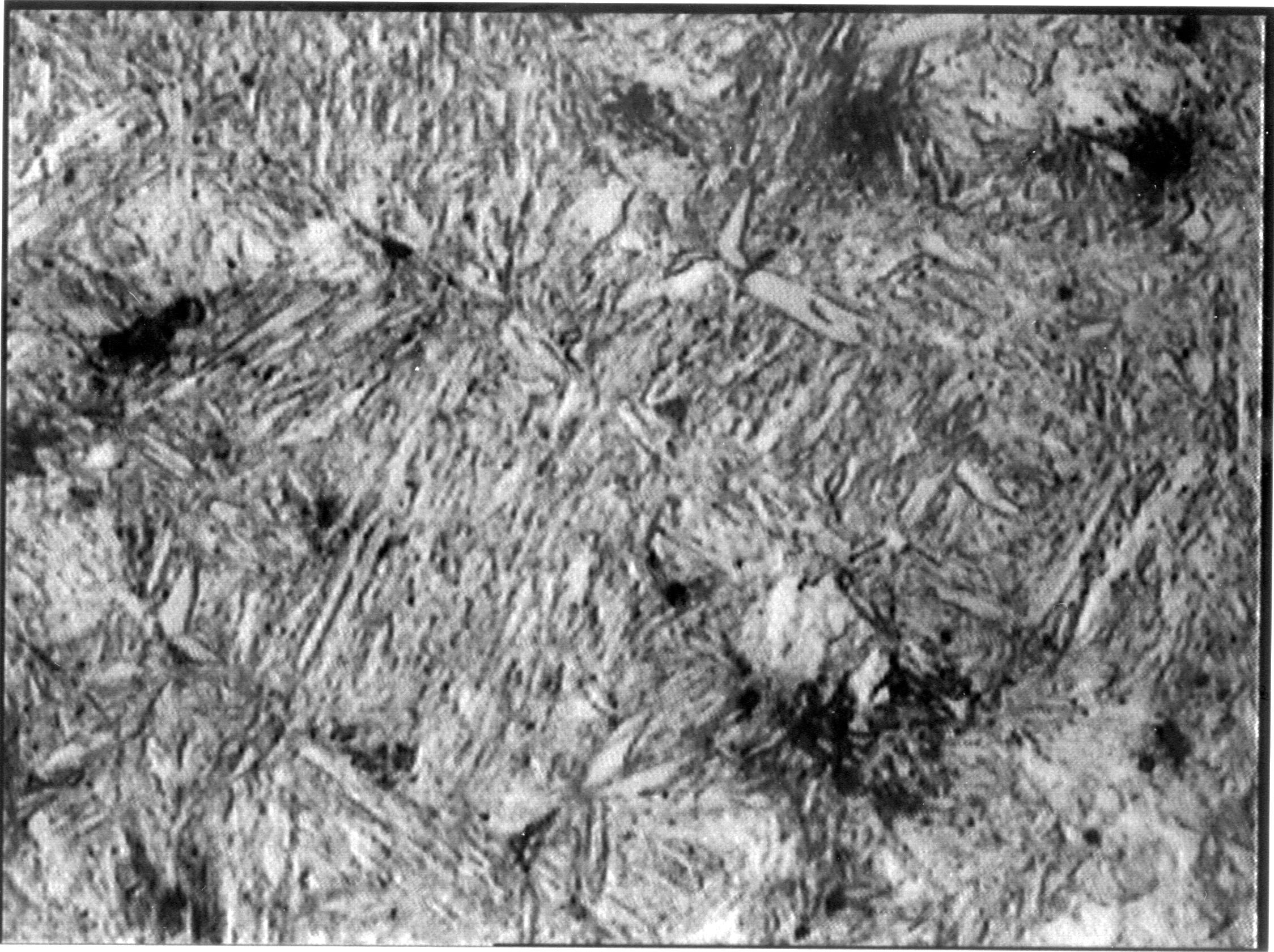
فولاذ 0,35 % C, برّد سريعا من درجة حرارة 870 °C

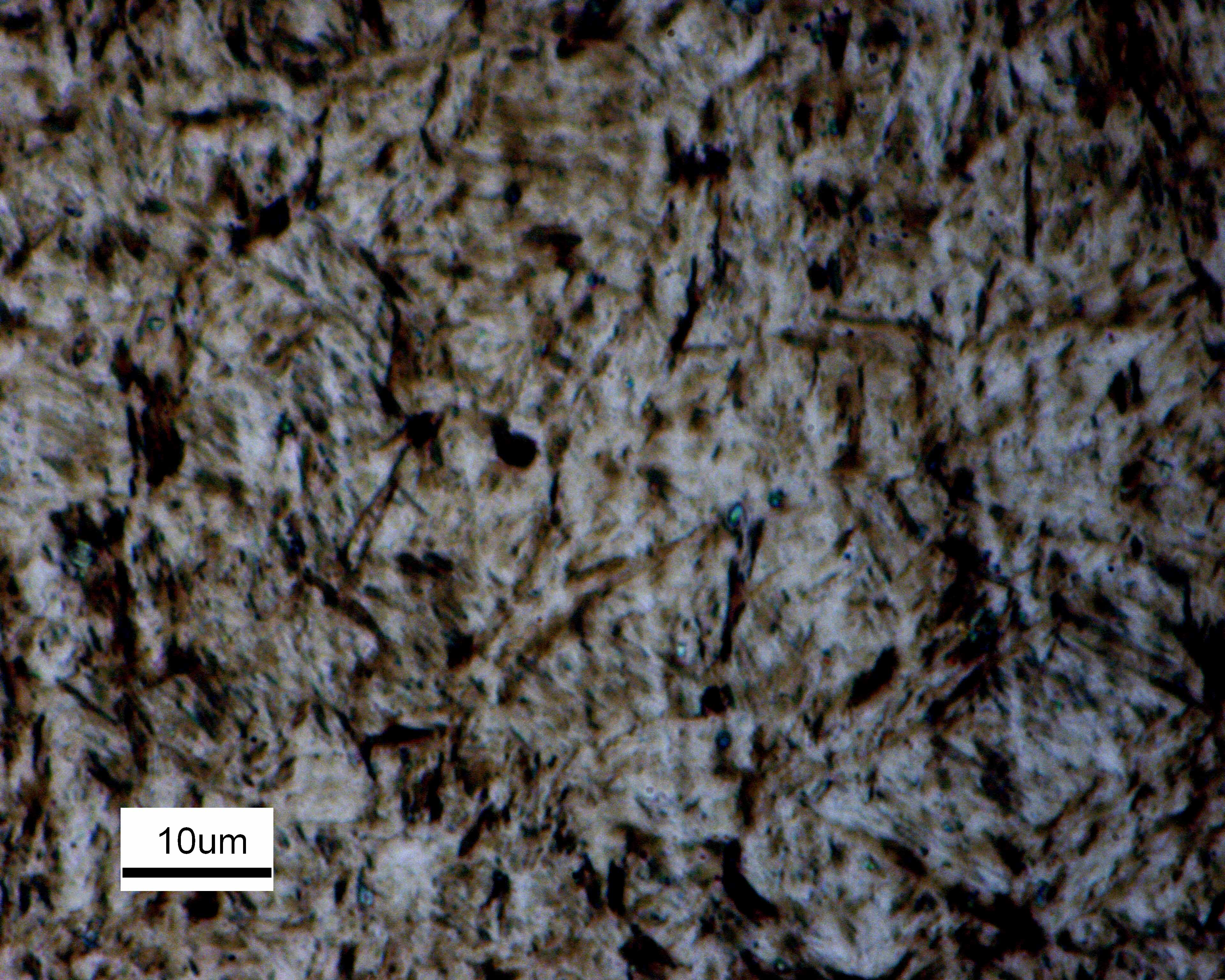
المارتنسيت في صلب AISI 4140

المارتنسيت سمي بهذا الاسم نسبة إلي عالم المعادن الألماني أدولف مارتينس (1850-1914) الذي اكتشفه، غالبا ما يشير إلي هيكل بلوري للصلب في غاية الصلادة، كما أنها تشير إلى أي تركيب بلوري يشكل عن طريق التحول الاستبدالي للروابط دون أستبدال الروابط الأولية displacive) transformation). وهو يشمل فئة من المعادن الصلبة التي تتصلب في هيئة بنية على شكل شرائح أو حبيبية متبلورة. عندما ينظر أليها في مقطع عرضي تحت الميكروسكوب تبدو حبوب البلورات العدسية ومن الجانب تظهر بشكل إبري .
في سنة 1890، درس العالم مارتينس عينات مختلفة من الصلب تحت الميكروسكوب، ووجد أن أكثر الصلب صلادة كان له هيكل بلوري منتظم. وكان أول من شرح سبب توسع أختلاف الخواص الميكانيكية للصلب. ومنذ ذلك الحين وجدت هياكل المارتنسيت في العديد من المواد العملية الأخرى، بما في ذلك سبائك الذاكرة المشكلة والسيراميك المتحول-المشدد.
يتم تشكيل المارتنسيت  عن طريق التبريد السريع ( التبريد المفاجئ) من الأوستنيت التي تعوق ذرات الكربون التي ليس لديها الوقت لتنتشر خارج التركيب البلوري. رد فعل المارتينزيت يبدأ خلال التبريد عندما يصل الأوستنيت إلي بداية درجة حرارة المارتنسيت (Ms: martensite start temperature) ويصبح أصل الأوستنيت غير مستقر ميكانيكيا. في درجة حرارة ثابتة تحت بداية درجة حرارة المارتنسيت (Ms)، جزء بسيط من أصل الأوستنيت يتحول بسرعة، وبعد ذلك لن يحدث مزيدا من التحول. عندما تنخفض درجة الحرارة، مزيدا من الأوستنيت يتحول إلى مارتنسيت. وأخيرا، عندما يصل المارتنسيت إلى درجة حرارته النهائية (Mf)، يكتمل التحول.ويمكن أيضا تشكيل المارتنسيت من خلال تطبيق الضغط (وكثيرا ما تستخدم هذه الخاصية في تشديد السيراميك مثل إيتريوم الزركونيوم المستقر (YSZ)وفي أنواع خاصة من الصلب مثل الصلب المتحول بفعل اللدونة. وبالتالي، يتأثر المارتينزيت بالحرارة والإجهادات الناجمة.
واحد من الاختلافات بين المرحلتين هو أن المارتنسيت له جسم محوره رباعي الزوايا التركيب البلوري (BCT)، في حين الأوستينيت له وجه محورها مكعب التركيب البلوري (FCC). الانتقال بين هذين الهيكلين يتطلب القليل جدا من طاقة التنشيط الحراري لأنه تحول مارتنسيتي، مما يؤدي إلي إعادة ترتيب دقيقة ولكنها سريعة لمواقع الذرات. وكان من المعروف أن يحدث في درجات الحرارة المنخفضة جدا. المارتينزيت لديه أدني كثافة من الأوستينينت، ولذلك ينتج عن تحول المارتينزيت تغير نسبي في الحجم. ومما له أهمية أكبر بكثير من تغير الحجم هو إجهاد القص والذي بلغت قوته حوالي 0.26 والذي يحدد شكل لوحات المارتينزيت.
المارتينزيت لا يظهر في الطور المتوازن في مخطط الطور للحديد والكربون لأنها ليست مرحلة (طور) توازن.أطوار تشكيل التوازن في معدلات التبريد البطيء يتيح وقتا كافيا للنشر، في حين يتشكل المارتينزت في معدلات تبريد سريعة. منذ العمليات الكيميائية (تحقيق التوازن ) تعجل عند ارتفاع درجة الحرارة، المارتينزيت يتلف بسهوله بواسطة تطبيق الحرارة. وهذا ما يسمى عملية التطبيع. في بعض السبائك، يتم تقليل التأثير عن طريق إضافة عناصر مثل التنجستين التي تتداخل مع تنوي السمنتيت، ولكن في أكثر الأحيان، يتم أستغلال هذه الظاهرة بدلا من ذلك. حينما يكون التبريد من الصعب السيطرة عليه، العديد من الصلب يبرد لإنتاج فرط من المارتينزيت، ثم خفف تدريجيا للحد من تركيزها حتى الهيكل المناسب لتحقيق التطبيق المقصود. الكثير من المارتينزيت يترك الصلب هش، القليل جدا يترك الصلب لين.

## استخداماته
يستخدم فولاذ محتوي على المارتنسيت في لإنتاج أجزاء السيارات . وتسمى تلك السبيكة أحيانا فولاذ متعدد الأطوار . ويعنى بذلك فولاذ ذو طورين مثل النوعين TRIP و TWIP و فولاذ المارتنسيت . وهي تتميز بمتانة عالية وعلى الرغم من ذلك فيمكن تشكيلها .
كذلك يستخدم المارتنسيت لإنتاج الأدوات اليدوية.